# Número de identificación nacional
Un número de identificación nacional, número de identidad nacional, o número de seguro nacional o JMBG/EMBG es emitido por los gobiernos de muchos países como medio para rastrear a sus ciudadanos, residentes permanentes y residentes temporales con fines de trabajo, impuestos, beneficios gubernamentales, atención médica y otras funciones relacionadas con el gobierno.
Las formas en que se implementa dicho sistema varían entre países, pero en la mayoría de los casos los ciudadanos reciben un número de identificación al alcanzar la edad legal o al nacer. A los no ciudadanos se les pueden emitir dichos números cuando ingresan al país o cuando se les concede un permiso de residencia temporal o permanente.
Muchos países emitieron estos números con un propósito singular, pero con el tiempo se convierten en un número de identificación nacional de facto. Por ejemplo, los Estados Unidos desarrolló su sistema de Número de Seguro Social (SSN) como medio para organizar el desembolso de los beneficios del Seguro Social. Sin embargo, debido al cambio de funciones, el número se ha utilizado para otros fines hasta el punto de que es casi esencial tener uno para, entre otras cosas, abrir una cuenta bancaria, obtener una tarjeta de crédito o conducir un automóvil. Aunque algunos países están obligados a recopilar información del Número de Identificación del Contribuyente (TIN) para procedimientos de pago en el extranjero, algunos países, como EE. UU., no están obligados a recopilar el TIN de otras naciones si se cumplen otros requisitos, como la fecha de nacimiento. Las autoridades utilizan bases de datos y necesitan un identificador único para que los datos realmente se refieran a la persona buscada. En los países donde no existe un número nacional establecido, las autoridades deben crear su propio número para cada persona, aunque existe el riesgo de que las personas no coincidan.